# 패티 김
패티 김(Patti Kim, 본명: 김혜자, 金惠子,1938년 2월 28일 ~ )은 대한민국의 국보가수이다. 본괸은 전주.

## 생애
경성부에서 출생하였고 한때 경기도 시흥에서 잠시 유아기를 보낸 적이 있는 그녀는 1956년 김혜자라는 본명으로 국무총리배 판소리 경연대회에서 입상하여 첫 데뷔하였고 3년 후 1959년 미8군 무대에서 가수로 데뷔하였다. 이 시기에 지은 패티라는 예명은 미국 가수 패티 페이지와 같은 명가수가 되고 싶다는 뜻에서 지은 것이다. 패티김의 등장 이후 한국 대중음악계는 새로운 스타의 탄생을 지켜보았을 뿐만 아니라, 그 스타가 자신의 타고난 재능과 철저한 자기 관리로 어떻게 새로운 시작을 이끌어 가는가를 볼 수 있게 되었다.
해방 이후 최초로 일본에 진출하고 이어 미국 무대에도 선 패티김은, 대한민국 국내에서는 가수 이외에도 뮤지컬 배우와 영화배우로도 활동하였으며 최초라는 수식어가 늘 함께 따라다니는 가수이자 대중음악계의 이정표와 같은 존재로서 활동했다.
〈초우〉, 〈이별〉, 〈가을을 남기고 간 사랑〉, 〈사랑은 생명의 꽃〉, 〈서울의 찬가〉 등 수많은 히트곡을 부른 그녀는 2012년 은퇴를 선언하고 1년간의 이별 콘서트 투어를 통해 전국의 팬들과 이별을 고한 뒤, 2013년 10월 26일 55년 가수인생의 마침표를 찍는 마지막 무대를 가졌다.
길옥윤과 결혼했지만 이혼했고 이후 이탈리아인 아바라도 게디니와 재혼했으며 각각의 남편에게서 딸 1명씩을 두었다.

## 학력
- 1956년 중앙여자고등학교 졸업

## 주요 경력
- 1960년 일본 NHK-TV 초청 패티김 콘서트 (광복 후 한·일 문화교류를 위해 일본정부로부터 공식 초청된 최초의 한국가수)
- 1962년 '패티김 리사이틀' 종로 피카디리극장 (최초의 개인 이름을 걸고 리사이틀이라는 표현을 사용한 공연)
- 1963년 미국 뉴욕·라스베가스 진출 공연 및 뮤지컬 활동 (한국가수 개인 최초 미국진출)
- 1966년 한국 최초의 창작 뮤지컬 《살짜기 옵서예》 주연 (애랑 역)
- 1967년 TBC-TV 'PATTI KIM SHOW' 진행 (국내 최초 개인 이름을 타이틀화한 프로그램)
- 1978년 패티김 리사이틀 - 서울의 연가 (대중가수 최초의 세종문화회관 대극장 공연)
- 1983년 미국 샌프란시스코 오페라 하우스 데이비스 홀 콘서트 (한국대중가수 최초)
- 1985년 '제1회 팝스콘서트' 서울시립교향악단과 대중가수의 최초 협연 (예술의 전당)
- 1989년 미국 뉴욕 카네기 홀 콘서트 (한국대중음악인 최초)
- 1990년 네스카페 셀렉타 커피 CF 1·2편 (한국 최초의 유럽 현지촬영 - 프랑스, 이탈리아)
- 2005년 서울사랑 시민상 수상 (서울특별시 시상 - 대중예술인 최초)
- 2008년 100년 대중가요사 최초 50주년 공연가수 / 세계를 빛낸 자랑스런 한국인 대상 (대중가수 최초)

## 주요 곡
- 〈서울의 찬가〉
- 〈이별〉
- 〈초우〉
- 〈가을을 남기고 간 사랑〉
- 〈사랑하는 마리아〉
- 〈못잊어〉
- 〈서울의 모정〉
- 〈그대없이는 못살아〉
- 〈누가 이 사람을 모르시나요〉
- 〈살짜기 옵서예〉
- 〈연인의 길〉
- 〈가시나무새〉
- 〈태양이 뜨거울 때〉
- 〈사월이 가면〉

## 서훈
- 1996년 화관문화훈장(5등급)
- 2013년 은관문화훈장(2등급)

## 같이 보기
- 신중현
- 현미
- 이미자
- 조영남
- 길옥윤